# Dominik Koepfer
Dominik Koepfer (ur. 29 kwietnia 1994 w Furtwangen) – niemiecki tenisista, reprezentant kraju w rozgrywkach Pucharu Davisa.

## Kariera tenisowa
Podczas swojej kariery zwyciężył w czterech singlowych oraz jednym deblowym turnieju rangi ATP Challenger Tour. Ponadto wygrał w czterech singlowych oraz jednym deblowym turnieju rangi ITF.
W rankingu gry pojedynczej najwyżej był na 50. miejscu (10 maja 2021), a w klasyfikacji gry podwójnej na 92. pozycji (14 lutego 2022).

### Zwycięstwa w turniejach ATP Challenger Tour

#### Gra pojedyncza
| Końcowy wynik | Nr | Data              | Turniej | Nawierzchnia  | Przeciwnik             | Wynik finału     |
| ------------- | -- | ----------------- | ------- | ------------- | ---------------------- | ---------------- |
| Zwycięzca     | 1. | 23 czerwca 2019   | Ilkley  | Trawiasta     | Dennis Novak           | 3:6, 6:3, 7:6(5) |
| Zwycięzca     | 2. | 13 listopada 2022 | Calgary | Twarda (hala) | Aleksandar Vukic       | 6:2, 6:4         |
| Zwycięzca     | 3. | 1 kwietnia 2023   | Meksyk  | Ceglana       | Thiago Agustín Tirante | 2:6, 6:4, 6:2    |
| Zwycięzca     | 4. | 20 maja 2023      | Turyn   | Ceglana       | Federico Gaio          | 6:7(5), 6:2, 6:0 |

#### Gra podwójna
| Końcowy wynik | Nr | Data             | Turniej  | Nawierzchnia  | Partner     | Przeciwnicy                 | Wynik finału   |
| ------------- | -- | ---------------- | -------- | ------------- | ----------- | --------------------------- | -------------- |
| Zwycięzca     | 1. | 24 września 2017 | Columbus | Twarda (hala) | Denis Kudla | Luke Bambridge David O'Hare | 7:6(6), 7:6(3) |